# Кудряшов, Николай Петрович
Никола́й Петро́вич Кудряшо́в (Кудряшев; 7 апреля 1922, Черемхово — 23 марта, 1973, Нюрба) — лейтенант Советской Армии, участник Великой Отечественной войны, Герой Советского Союза (1944), лишён всех званий и наград в связи с осуждением. В 2013 году восстановлен в правах на награды.

## Биография
Родился 7 апреля 1922 года в городе Черемхово Иркутской области в семье рабочего. Окончил четыре класса школы, после чего работал учеником слесаря на шахте имени Кирова в родном посёлке. В 1940 году был призван в Рабоче-крестьянскую Красную Армию. Проходил службу в 603-м стрелковом полку 161-й стрелковой дивизии Западного особого военного округа в Могилёве.
С июля 1941 года — на фронтах Великой Отечественной войны. Первоначально был обычным стрелком, затем командиром отделения, взвода, стрелковой роты. Участвовал в боях с немецкими войсками на Западном, Воронежском, Брянском, 1-м, 2-м и 4-м Украинских фронтах. Принимал участие в боях за Минск в 1941 году, Смоленском сражении, обороне Могилёва, боях на Дону и под Воронежем, битве на Курской дуге, освобождении Украины, битве за Днепр, Моравско-Остравской операции и наступлении на Прагу. В 1944 году окончил курсы младших лейтенантов. За годы войны четырежды был ранен.
Отличился во время освобождения Киева. Будучи временно исполняющим обязанности командира взвода 520-го стрелкового полка 167-й стрелковой дивизии. В ходе отражения контратак немецких войск у Пущи-Водицы взвод его командованием уничтожил около 150 немецких солдат, а во время боёв за Киев в районе Крещатика — около 80.
Указом Президиума Верховного Совета СССР «О присвоении звания Героя Советского Союза генералам, офицерскому, сержантскому и рядовому составу Красной Армии» от 10 января 1944 года за «образцовое выполнение боевых заданий командования на фронте борьбы с немецко-фашистскими захватчиками и проявленные при этом отвагу и геройство» был удостоен высокого звания Героя Советского Союза с вручением ордена Ленина и медали «Золотая Звезда» за номером 2446.
В 1945 году был демобилизован из армии в звании лейтенанта, после чего вернулся в Черемхово, где продолжил работу на шахте имени Кирова. В 1952 году был осуждён за хулиганские действия, умышленное причинение лёгкого телесного повреждения и незаконное хранение огнестрельного оружия. 2 января 1953 года Указом Президиума Верховного Совета Кудряшев был лишён всех званий и наград. После условно-досрочного освобождения вновь работал на шахте имени Кирова, затем в артели «Промкооператор».
Впоследствии с 1956 года проживал в Якутии, работал горным рабочим в 167-й партии Амакинской экспедиции в Оленёкском районе, с марта 1964 года — водителем автопогрузчика в Нюрбинском объединённом авиаотряде.
23 марта 1973 года умер. Похоронен на кладбище в посёлке (ныне город) Нюрба.
Указом Президента Российской Федерации от 24 октября 2013 года посмертно восстановлен в правах на государственные звания и награды СССР.
Был также награждён орденом Славы 3-й степени (16.12.1943), медалями «За отвагу» (20.01.1943), «За освобождение Праги», «За Победу над Германией».